# Картер, Роберт Эрл
Ро́берт Э́рл Ка́ртер (англ. Robert Earl Carter; 27 июля 1927, Чикаго, штат Иллинойс, США — 22 февраля 2010, Нью-Йорк, штат Нью-Йорк, США) — священник Римско-католической церкви, член Общества Иисуса, один из первых католических священников в США, совершивших каминг-аут. Соучредитель Национальной рабочей группы по проблемам геев и лесбиянок и организации «Достоинство» для гомосексуальных людей, исповедующих католицизм.

## Биография
Родился в Чикаго 27 июля 1927 года. Родители, Эрл Картер и Ила-Грейс, урождённая Смит, были членами разных протестантских церквей. Отец управлял несколькими магазинами музыкальных инструментов. Детство Картера прошло в городках Лейквуд, в штате Огайо и Парк-Ридж, в штате Иллинойс. В 1943 году он стал стипендиатом Чикагского университета. Его рецензия для университетской газеты на одно из стихотворений Теннесси Уильямса, привлекла внимание автора. В декабре 1944 года Картер взял интервью у Уильямса. Некоторое время они были любовниками. Прочитав роман Джеймса Джойса «Портрет художника в юности», заинтересовался католицизмом. Защитив степень бакалавра, в июне 1946 года стал членом Римско-католической церкви. Продолжил образование в альма-матер; в 1949 году защитил степень магистра греческого языка, в 1953 году — докторскую степень
.
В 1954 году вступил в Общество Иисуса. Преподавал в учебных заведениях иезуитов в США. Стал признанным специалистом в области патристики, особенно по сочинениям Иоанна Златоуста. В 1963 году был рукоположен в сан священника. В 1972 году, вместе с другим иезуитом, Джоном Макнилом, организовал нью-йоркское отделение группы «Достоинство» для гомосексуальных католиков. Первое собрание группы прошло в капелле иезуитов на 98-й Западной улице в Манхэттене. В 1973 году, по приглашению Говарда Брауна, городского комиссара здравоохранения, участвовал в марше достоинства в Нью-Йорке и вошёл в совет Национальной рабочей группы по проблемам геев и лесбиянок, став одним из его учредителей. Его каминг-аут стал первым публичным признанием католического священника в гомосексуальной ориентации. Как вспоминал сам Картер: «Я был полностью убежден, что геи и лесбиянки будут приняты в обществе только в том случае, если они заявят о себе публично». Вскоре после этого гомофобные члены Общества Иисуса и их сторонники потребовали от церковного руководства наказать Картера, но он не был наказан, так как в те времена Римско-католическая церковь, считая гомосексуальность пороком, терпимо относилась к гомосексуалам, которые соблюдали целибат.
В 1981 году защитил степень магистра в области социальной работы в Колумбийском университете. В 1985 году он начал консультировать больных СПИДом в больнице Линкольна в Бронксе. Позднее возглавил амбулаторную программу борьбы со СПИДом в больнице Белвью. После запрета церковным руководством проводить собрания гомосексуальных католиков в помещениях, которые принадлежали церкви, Картер начал служить мессы на квартирах участников группы «Достоинство» в штате Нью-Йорк. Проводил церемонии благословения однополых пар. Когда глава нью-йоркской провинции иезуитов запретил ему служить мессы для гомосексуальных католиков на территории своей провинции, Картер стал часто ездить в Филадельфию, находившуюся вне юрисдикции его провинциала, и служил мессы для членов группы в этом городе. Свою позицию он обосновывал так: «Поскольку Иисус общался за столом с изгоями общества и грешниками, отвергнутыми церковным истеблишментом того времени, я считаю себя в полной мере иезуитом, «товарищем Иисуса», когда публично говорю о своей гомосексуальной ориентации, которая считается одним из социальных отклонений моего времени. Только благодаря нашей открытости негативные стереотипы общества будут преодолены, и мы получим общественное признание». Картер участвовал в защите прав гомосексуальных людей в Нью-Йорке, давал показания на слушаниях в городском совете. Он умер 22 февраля 2010 года в Нью-Йорке.